# Giovanni Battista Bertucci
Giovanni Battista Bertucci der Ältere (auch Faenza oder  il vecchio=ital. der Ältere; bl. im 16. Jahrhundert) ist ein italienischer Maler. Er ist über seine Werke für die Zeit von 1495 bis 1516 nachgewiesen.  Als erster einer italienischen Familie widmete er sich vor allem religiösen Themen, sein erstes Auftreten ist für Faenza dokumentiert.
Dieser Künstlerfamilie entstammten auch einige Namensvettern, darunter Giovan Battista Bertucci il Giovane (1539–1614) (il Giovane=ital. für der Jüngere) sein Neffe und Giovanni Battista Bertusio (auch Giovanni Battista Bertucci) (1577–1644).
Der mittlere Teil eines Polyptychon, die Anbetung der Könige befand sich in den Berliner Museen und ging bei den Kämpfen 1945 verloren. Das Polyptychon um 1509 für die Kirche des Klosters von Santa Caterina Faenza (Controlling Mengolini Familie) gemacht.